# Vincenzo Scamozzi
Vincenzo Scamozzi (2. rujna, 1548. – 7. kolovoza, 1616.) bio je venecijanski arhitekt, scenograf i teoretičar arhitekture, čija je djelatnost bila vezana uz Vicenzu i Mletačku Republiku u drugoj polovici 16. stoljeća. 
Vincenzo Scamozzi je važna figura venecijanske arhitekture, poveznica između Palladia i Longhene, Scamozzijevog jedinog učenika.
Veliki javni projekt koji je naslijedio Scamozzi, bio je Teatro Olimpico u Vicenzi, koji je Palladio projektirao posljednjih mjeseci svoga života a Scamozzi nastavio izvoditi kao vrlo mlad.

## Životopis
Scamozzi je rođen u Vicenzi. Njegov otac Gian Domenico Scamozzi bio je geodet i građevinski poduzetnik, on mu je bio i prvi učitelj, koji ga je upoznao s teorijskim načelima Sebastiana Serlia. Vincenzo Scamozzi u cilju naukovanja boravio je Rimu, 1579. – 1580., a zatim se preselio u Veneciju 1581., gdje je bio pozvan da napravi projekt za Procuratie Nuove na Piazzi San Marco 1600. je posjetio Francusku u i napravio iscrpnu bilježnicu punu crteža francuske arhitekture, i zapise o svojim dojmovima, taj notes je prvi put objavljen 1960.
Projekt za palaču Novih Prokurativa na Trgu sv. Marka, trebao je objediniti nekoliko stvari i zahtjeva. To je u gornjim etažama trebao biti istovremeno stambeni i uredski prostor za visoke državne službenike Mletačke Republike prokuratore sv. Marka, i nastavak starog renesansnog krila, već izgrađenog na sjevernoj strani trga. Scamozzi je problem odlično riješio, osmislivši da u parteru kao logički nastavak bude lođa s arkadama, taj ritam ponovio je i na prvom katu, tu je prozorske otvore stavio u lunete istog volumena, na zadnjoj etaži, stavio je trokutaste timpane i nešto manje prozorske okvire. 
Vincenzo Scomozzi nije uspio za svog života dovršiti prokurative, već je to napravio njegov učenik Longhena.
Scamozzijev utjecaj se proširio daleko izvan Italije, nakon objavljivanja njegove knjige rasprava i razmišljanja o arhitekturi i umjetnosti, "L'Idea della Architettura universale", to je bio posljednji renesansni teorijski rad o arhitekturi. 
Knjiga je imala puno ilustracija u drvorezu, objavljena je u Veneciji 1615. godine. Drugi teorijski rad Scamozzia bila su njegova razmišljanja o Vitruviju koja je uvrstio u svoju knjigu Daniele Barbara 1556. godine s ilustracijama Palladia. U toj knjizi bili su i njihovi razgovori i razmišljanja o pitanjima građevinske prakse. Takav tip rasprave postao je sredstvo za osobnu promociju, tako da je Scamozzi u knjigu stavio mnoge vlastite planove i pročelja, kako 
izvedene, tako i one koji to nisu. Scamozzi je prepoznao vrijednost publiciteta, i uspio to postići distribucijom svoje knjige kroz probrane knjižarske kanale.
Njegovo glavno teorijsko djelo izašlo je prekasno da bi mu pomoglo u karijeri, umro je već sljedeće godine. Scamozzi je kao arhitekt praktičar bio sklon neo-paladijanizmu. Teoretičar arhitekture Rudolf Wittkower nazvao ga je intelektualni otac neo-klasicizma u arhitekturi.

## Kronologija radova
Svi radovi, osim jednog su izvedeni na teritoriju Mletačke Republike:
- 1568-1575: Villa Girolamo Ferramosca, Barbano di Grisignano di Zocco (Pokrajina Vicenza) (s Gian Domenicom Scamozziom)
- 1569: Palazzo Godi, Vicenza (projekt, kasnije promijenjen tijekom izvršenja)
- 1572-1593: Palazzo Thiene-Bonin, Vicenza
- 1574-1615: Villa Leonardo Verlato, Villaverla, Vicenza
- 1575: Palazzo Caldogno, Vicenza
- 1575-1578: Rocca Pisana (Villa Vettor Pisani), Lonigo, Vicenza
- 1576-1579: Trissino-Trento (Pierfranceso Trissino Palace), Vicenza (s Gian Domenicom Scamozziem)
- 1580: Villa Francesco Priuli, Treville di Castelfranco Veneto (Pokrajina Treviso) (sjeverno krilo)
- 1580-1584: Villa Nani Mocenigo, Canda (Pokrajina Rovigo)
- 1580-1592: Villa Capra La Rotonda, pored Vicenze (završio gradnju Palladija 1620.)
- 1581-1586: Crkva San Gaetano Thiene, Padova
- 1581-1599: Procuratie Nuove, Venecija (nastavak gradnje s izmijenjenim interijerom Francesca Smeraldia, dovršio 1663. Longhena)
- 1582: Palazzo Cividale, Vicenza (pripisano)
- 1582-1591: Biblioteca Marciana, Venecija (dovršetak gradnje Jacopa Sansovina)
- 1584-1585: Teatro Olimpico, Vicenza (preoblikovanje drvene pozornice Andrea Palladia)
- 1587-1596: Biblioteca Marciana, Venecija (predvorje Antisala)
- 1588: Villa Cornaro, Poisolo, Treville di Castelfranco Veneto, Treviso (obnova)
- 1588-1590: Teatro all'antica za dužda Vespazijana I. Gonzagu, Sabbioneta (Pokrajina Mantova)
- 1590: Villa Girolama Contarinia, Loreggia, Padova (revizija projekta)
- 1590-1595: Crkva San Nicolò da Tolentino, Venecija
- 1591-1593: Spomenik Mletačkoj Republici (muzej), Venecija
- 1591-1594: Samosatan San Gaetano Thiene, Padova
- 1591-1595: Villa Girolama Cornara, Piombino Dese (Pokrajina Padova) (pripisano)
- 1591-1597: Villa Duodo i Kapela San Giorgio, Monselice,  Padova
- 1592-1616: Palača Galeazza Trissina al Corsa, Vicenza
- 1594-1600: Villa Valerio Bardellini, Monfumo
- 1596: Villa Girolama Ferrettia na rijeci Brenta, Sambruson del Dolo (Venecija)
- 1596-1597: Villa Girolama Cornara, Piombino Dese, Padova
- 1597: Villa Molin, Mandria, Padova
- 1597: Villa Priuli, Carrara, Padova
- 1597-1598: Villa Godi, Grumolo delle Abbadesse (Vicenza)
- 1601: Palazzo del Bò, Padova (pročelje)
- 1601-1606: San Giacomo di Rialto, Venecija (oltar u Scuola degli Orefici, s Girolamomm Campagna)
- 1601-1636: San Lazzaro dei Mendicanti crkva i hospicij, Venecija
- 1604-1612: Katedrala sv. Ruperta i Virgila, Salzburg, Austrija (dovršena 1614-28 od Santina Solaria)
- 1605: Santi Giovanni e Paolo, Venecija (vrata sakristije Alessandro Vittoria)
- 1605-1616: Villa Duodo, Monselice, Padova (six chapels for Via Romana)
- 1607-1611: San Giorgio Maggiore (crkva), Venecija (dovršetak Palladievog pročelja)
- 1607-1616: Villa Cornaro al Paradiso, Venecija (dva paviljona)
- 1609: Villa Domenica Trevisana, San Donà di Piave
- 1609-1616: Palazzo Contarini degli Scrigni,  na Canal Grande, Venecija
- 1614: Ca' Vendramin Calergi, Venecija (istočno krilo; porušeno 1659. obnovljeno 1660.)

## Liteeratura
- Charles Davis, Architecture and Light: Vincenzo Scamozzi’s Statuary Installation in the Chiesetta of the Palazzo Ducale in Venecijain Annali di architettura n° 14, Vicenza 2002
- Branko Mitrovic´and Vittoria Senes, Vincenzo Scamozzi’s Annotations to Daniele Barbaro’s Commentary on Vitruvius’ De Architecturain Annali di architettura n° 14, Vicenza 2002
- Konrad Ottenheym, A Bird’s-Eye View of the Dissemination of Scamozzi’s Treatise in Northern Europein Annali di architettura, n° 18-19, 2007
- Guido Beltramini, The Fortunes and Misfortunes of Scamozzi’s Idea della Architettura Universale in Palladian Territoryin Annali di architettura, n° 18-19, 2007
- Howard Burns,Inigo Jones and Vincenzo Scamozziin Annali di architettura, n° 18-19, 2007
- Giles Worsley, Scamozzi’s Influence on English Seventeenth-Century Architecturein Annali di architettura, n° 18-19, 2007